# L'Ordre étrange des choses
L'Ordre étrange des choses (A Estranha Ordem das Coisas) est un essai écrit par Antonio Damasio en 2017.
« L'homéostasie est le fondement de la vie biologique et socio-culturelle humaine »,.

## Le thème de l'essai
Du fait de notre système nerveux complexe, Antonio Damasio ajoute à l'homéostasie biologique (celle qui maintient en vie) une homéostasie des sentiments se manifestant par des expériences mentales exprimant une valeur. Tout cela enrichi par la présence de la conscience, du langage, de la mémoire et de l'imagination.
Pour lui, cette homéostasie particulière est le fondement de la vie socio-culturelle.
La conception d'une culture purement intellectuelle, proposée par certains penseurs, lui semble quelques fois limitée. Comme si l'intelligence créatrice s'était matérialisée sans élément déclencheur et avait simplement suivi le mouvement sans motivation sous-jacente, en dehors de la raison pure. Comme si la créativité ne faisait pas corps avec cet édifice complexe qu'est l'affect. Comme si, enfin, la cognition avait pu à elle seule assurer la poursuite et la gestion du processus d'invention culturelle, sans que la perception de la valeur des événements vécus, bons ou mauvais ait voix au chapitre.
Lorsque nous rencontrons un problème, les émotions nous motivent, nous poussent : 
- à trouver une solution,
- puis, à surveiller pour nous assurer que la situation est bel et bien en cours d’être résolue ou résolue,
- puis, à constater les résultats obtenus.

Ce sont les sentiments de toutes sortes et de tous degrés, positifs ou négatifs, provoqués par des événements réels (perception, mémoire ) ou imaginaires (imagination), qui ont fourni à l'intellect ses motivations nécessaires et l'ont mobilisé pour l'action.
- Basiques : Souffrance et épanouissement, faim, désir sexuel, vie sociale épanouie, peur, colère, soif de pouvoir et de prestige, haine, volonté de détruire les opposants, possession de biens...
- Élaborés : l'expérience de la rencontre, de l'élévation, de l'émerveillement, du plus grand que soi, de la transcendance, de l'infini, de la beauté, etc. et aussi l'acquisition d'un nouvel apprentissage, la compréhension du nouveau ou du réel, la recherche de moyens pour atteindre la prospérité personnelle et collective, la découverte de la solution possible efficiente d'une énigme philosophique ou scientifique, la confrontation à l'inconnu, etc. Évitement de la vacuité de l'existence, de l'ennui, de la solitude, etc.

Ces sentiments orientent nos pensées et nos actions, servent d'échafaudages aux réflexions intellectuelles et suggèrent des manières de justifier nos travaux intellectuels et nos actes.
Les sentiments, et leur propre homéostasie, en qualité d'adjoints à l'homéostasie biologique, sont les catalyseurs des réactions qui ont permis l'émergence des cultures humaines : Les arts, la réflexion philosophique, les croyances religieuses, les règles morales, la justice et le droit, les systèmes de gouvernance politique et les institutions économiques, la technologie, et les sciences.